# From Genesis to Revelation
From Genesis to Revelation is het eerste album van de Engelse band Genesis. Het werd uitgebracht in 1969. In eerste instantie had het album weinig succes. Het album werd later nog enkele malen uitgegeven, onder andere als In the Beginning, Rock Roots: Genesis, Idolos 1 (in Spanje), Genesis (in Japan), The Silent Sun (in Duitsland) en Where the sour turns to sweet (in het Verenigd Koninkrijk).

## Tracks
| Nr. | Titel                                                    | Duur |
| --- | -------------------------------------------------------- | ---- |
| 1.  | Where the Sour Turns to Sweet (Banks, Gabriel)           | 3:14 |
| 2.  | In the Beginning (Phillips, Gabriel)                     | 3:43 |
| 3.  | Fireside Song (Banks, Phillips, Rutherford)              | 4:20 |
| 4.  | The Serpent (Banks, Gabriel)                             | 4:39 |
| 5.  | Am I Very Wrong? (Gabriel, Banks)                        | 3:30 |
| 6.  | In the Wilderness (Phillips, Gabriel, Banks, Rutherford) | 3:31 |
| 7.  | The Conqueror (Banks, Gabriel)                           | 3:39 |
| 8.  | In Hiding (Phillips, Gabriel)                            | 2:41 |
| 9.  | One Day (Banks, Gabriel)                                 | 3:19 |
| 10. | Window (Phillips, Rutherford)                            | 3:34 |
| 11. | In Limbo                                                 | 3:06 |
| 12. | The Silent Sun (Banks, Gabriel)                          | 2:13 |
| 13. | A Place to Call My Own (Phillips, Gabriel)               | 2:00 |

## Bezetting
- Tony Banks : keyboards, zang
- Peter Gabriel : zang, fluit
- Anthony Phillips : gitaar, zang
- Mike Rutherford : basgitaar, zang
- Jonathan Silver : drums

## Overige informatie
Opnamestudio: Regent Sound Studios, Denmark St., London
From Genesis to Revelation · Trespass · Nursery Cryme · Foxtrot · Live · Selling England by the Pound · The Lamb Lies Down on Broadway · A Trick of the Tail · Wind & Wuthering · Seconds Out · ...And then there were three... · Duke · Abacab · Three Sides Live · Genesis · Invisible Touch · We Can't Dance ·  The way we walk volume one, the shorts · The way we walk volume two, the longs · Calling All Stations · Turn It On Again · Genesis Live over Europe